# 资本主义
資本主義（英語：capitalism）是一种生产方式為私有制、其寻求利润之行为构成的经济体系。资本主义的核心特征包括资本积累、竞争市场、价格体系、私有财产、財產權、自由交易和僱傭勞動。尽管被称为市场经济的事物在历史上的不同时期存在着，但是诱发工业革命的資本主義的出现则较为晚近，有着不同程度政府干预的资本主义在西方世界处于支配性地位并在全世界扩张，经济增长乃资本主义一大特征。絕大多數的政治經濟學家都將私人產權視為資本主義的最重要特色，而對於資本主義下的僱傭關係、經濟權力、階級、以及歷史發展等則有不同看法。市場的自由程度、私人財產的法規，則是政治、政策上爭論的主要議題。现在所有資本主義國家都沒有真正地執行資本主義，而是都被視為「混合經濟」，在這種體制下政府以不同程度的計畫政策干預市場的自由運作。

## 詞源
拉丁词语裡「capital」一詞来源于对动物的买卖及占有，“capitalis”則源於原始印歐語的「kaput」——意思是「头」，「头」是一种在远古年代的欧洲测量财富的方式：一个人拥有越多「头」牛，那么此人也就越富有。“chattel”（意思是商品，动物或奴隶）和「cattle」（牛）这两个字也是从「kaput」衍生而来的。到了12至13世紀，「資本」一詞開始被用來形容資金、貨物庫存、貨幣數量、或者貨幣帶來的利潤。
大衛·李嘉圖則在1817年的《政治經濟學和稅收原理》中多次使用「資本家」一詞。英國詩人塞繆爾·泰勒·柯勒律治也在1823年時在他的作品裡提到這一詞，1867年皮埃爾-約瑟夫·普魯東也使用了“資本家”一詞來稱呼資本的所有人。而卡爾·馬克思和弗里德里希·恩格斯則在《资本论》裡使用「資本家」（Kapitalist）來形容擁有資本的私人，馬克思並沒有直接使用資本主義一詞，而是使用「資本家式的生產方式」，這一詞在資本論一書裡出現了2600多次。但後來研究證實馬克思在其手稿中使用過資本主義一詞。
第一個使用“capitalism”一詞的是英國小說家威廉·梅克匹斯·薩克雷，他以此表示大量資本的所有權，而非一種生產制度。不過，第一個使用「資本主義」一詞來形容生產制度的是德國經濟學家維納·宋巴特，於1902年的著作《猶太人與現代資本主義》裡。宋巴特的密友和同僚马克斯·韦伯也在1904年的《新教倫理與資本主義精神》使用這一詞。

## 經濟特色
擁護者和批評者們都同意，作為一種社會和經濟體制，資本主義的最主要特色是資本財產為私人所擁有，勞動力可以透過薪資雇傭買賣，資本收入則歸投資的企業家所有，同時自由市場上的價格機制被用來做為分配資源的媒介。市場的自由程度、價格的受管制與否、以及自由競爭被容許的程度等，則被用來作為分辨不同資本主義形式的主要指標。
取決於市場與政府之間的關係，被稱為資本主義的經濟體通常可以被分為三種：第一種是完全自由市場和自由放任的資本主義，市場被允許進行自由的競爭，而政府的干預則被最小化。第二種則是干預主義經濟和混合經濟，市場仍然扮演主要的角色，然而政府以不同的程度介入市場，企圖矯正市场失灵、提供社会福利、保存生態資源等等。第三種則是国家资本主义，在這種體制下政府大量倚賴國有企業並且對市場進行廣泛的干預和控制。然而，如果政府干預的程度遠遠高過私人的決策部分，那麼這種經濟通常被稱為計劃經濟，而不是資本主義。
依照一些定義方式，所有的已開發國家都屬於資本主義制度，或者是根基於資本主義上的混合經濟制度。一些人則認為全世界已經結合為一個全球化的資本主義制度，甚至是那些仍拒絕資本主義的國家，也都在一個全球性的資本主義經濟裡運作。

### 私人產權

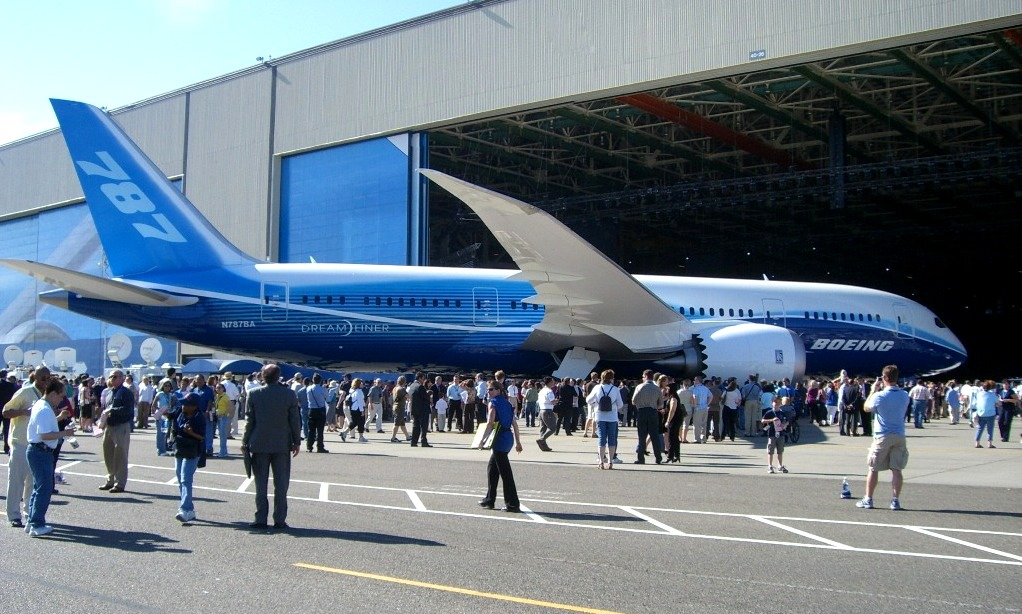
資本財產例如機械、工廠、飛機的私人所有權是資本主義的一大特徵，圖為波音787的出廠。

資本主義的必要特徵是以法規制度來確立和保護私人的財產，尤其是對資本財產的私人所有權。私人財產權在早期的法律制度便已存在，例如古羅馬，但對於這些權利的保護則較為困難，因為當時羅馬并沒有警察存在，且羅馬和一些早期的制度經常逼迫弱者付費給有權勢的庇護人或貴族以換取保護。
私人產權的存在確保了個體可以對其掌握資源進行自由運用，以之進行各種衍生的經濟活動。在私人產權的體制下，財產的價值是由市場上的消費者需求所決定的。無論財產的所有人為何，其市場價值都反映出了社會大眾認為最有價值的分配方向，而財產所有人為了賺取最高的價格（利潤）便必須遵從市場的喜好。這也因此產生了一個獨特的現象：亦即雖然財產是「私人」所有，然而私人進行的決策卻必須根基在社會大眾的偏好上。
私人產權的擁護者們主張，穩固的財產和法律制度使資本主義能促成，因為只有確立明確的所有權，市場經濟的活動才能自由而有效率的進行
，並且清楚劃分財產所有人因其經濟活動所造成的外部性。除此之外，資本主義的成熟發展也只有在產權獲得明確保障後才能健康而穩定的進行，包括契約的立定、企業的創建和營運、資源的借貸、信用的評估、以及財產的代替性、標準性、和可移動性都是架構在私人產權的基礎上。
與社会主义相較，資本主義堅持私人財產的個人所有權，特别是資本財產的私人所有權。資本主義的支持者經常強調，在生產工具不受政府控制的情況下，將能最大化經濟的生產力。路德維希·馮·米塞斯主張「在歷史上，生產工具的私有化程度，是和人類從動物狀況進化至現代文明的發展一致的」。在私人產權下財產的所有人有動機最大化其經濟行為的利潤，也因此在既得利益的驅使下將財產放到市場上最需要的地方，相較之下，社會主義下的財產則是由政府的官僚所控制，公共財產的運用成敗對其本身利益沒有直接影響，也因此使得他們沒有明確的動機將財產有效的運用。

### 私人企業

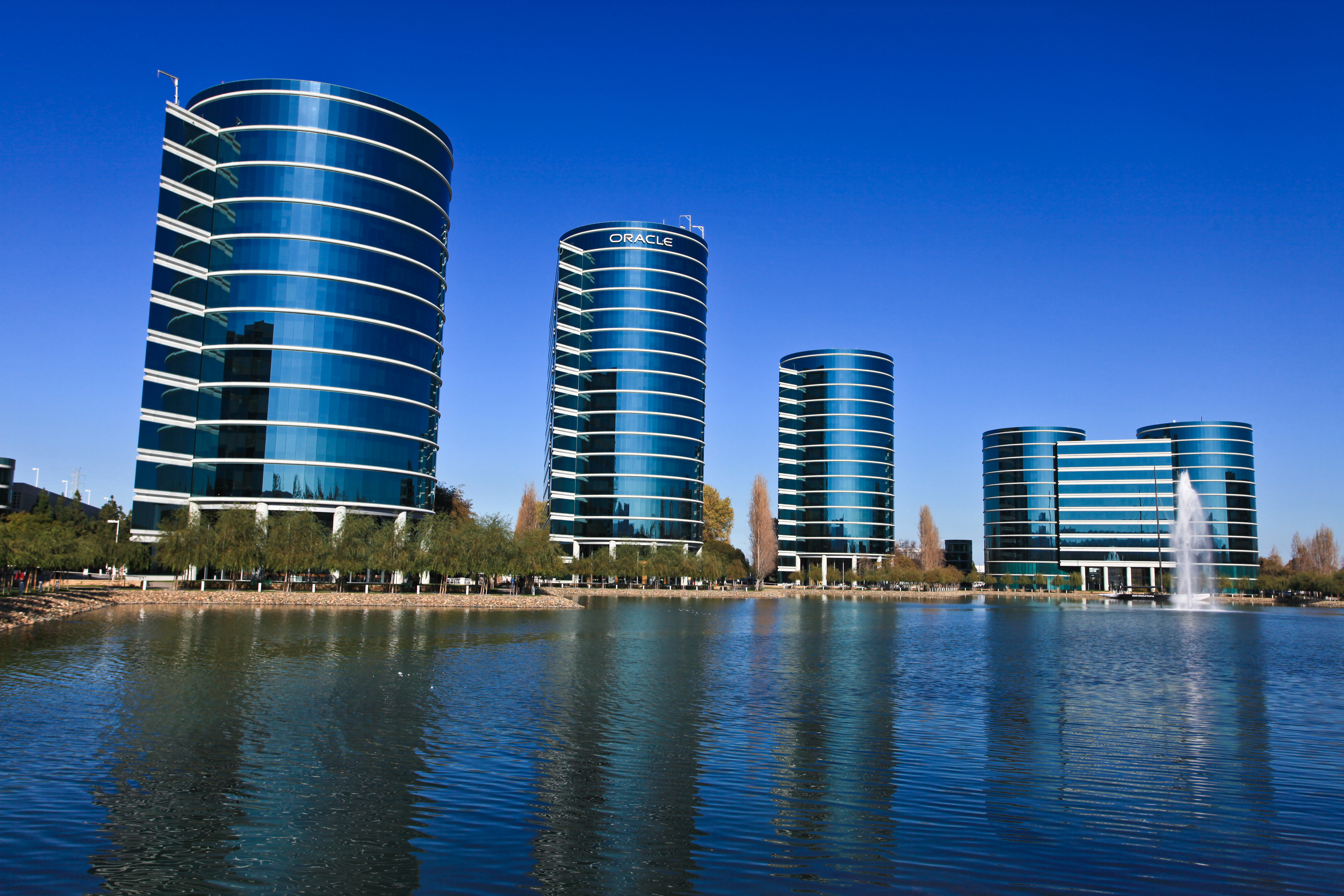
美國加州紅木城的Oracle總部。在資本主義經濟裡，企業代表了對於規模經濟的追求。

在資本主義經濟裡，人們往往不會在市場上直接交易，而是透過公司進行工作和生產。最明顯的公司是企业、合夥、以及信託。依據罗纳德·科斯的說法，當透過公司生產的成本低於自行生產時，個體便會選擇透過公司生產。公司綜合了勞動和資本，並且可以達到比個人交易更高的規模經濟（也就是說，當生產一個產品單位的成本隨著生產數量的增加而降低時）。資本主義制度更獨特的組織是法人，可以用作利益和非利益的用途。這種實體在法律上能如同自然人一般承擔法律責任，這也替公司的股東創造了獨特的優點，使股東只需承擔有限責任。
特定形式的法人則由股东所有，股東在市場上買賣他們的股票。股票也將公司的所有權轉化為可貿易的商品—所有權的權利被分割為股票的單位，使它們更容易被買賣。這樣的股票貿易首先於17世紀的歐洲出現，並從那時開始逐漸擴張和發展。當公司的所有權由許多股東分攤時，股東們通常能依據其持有之股份投票行使公司內部的權力。儘管法人擁有自然人的獨立特質，公司的所有權最終仍然是屬於股東們的。在法律的限制和公司的財務能力內，每個公司的股東能決定要如何使用生產能力。在更大的公司裡，公司的權力架構通常有一套等級制度或者管理的科層制度。
重要的是，公司的股東能取得公司所產生的利潤或收益，有時候是藉由股份紅利的制度，有時候則是藉由以更高的價位來售出他們所持有的股票。他們也能將這些利潤再次投資，進一步擴展公司的利潤和價值。他們也可以將公司變賣，賣出所有配備、土地、和其他資產，並分攤變賣所得的資金。賣出生產能力的所有權通常都是最大化的價格或是淨現值法的價格，以預估中未來公司能產生的利潤為基準。因此利潤的刺激將能促使公司的股東行使他們的權力以促進公司的生產能力。不同的股東也對這種刺激有不同的程度—有些人會販賣他們所持有的比率，有些人則試著增加他們所持有的價值。無論如何，這種利潤的刺激總是存在著，許多人也將其視為是資本主義經濟能繁榮成長的主要因素。

### 自由市場

供給與需求的模型解釋了產品的數量和需求間的互動。圖中解釋從D_{1}到D_{2}的需求移動，會連帶地使得產品的供給數量和價格提高，如此一來才能達到新的均衡點。

自由市場是市場經濟的一種，在這種模式下，產品和服務的分配和價格、消費者產品與資本財產之間的生產取捨等，是由市場的供给和需求所決定，而不受到政府或壟斷管制或干預。自由市場被看作是資本主義的必要特色，在資本主義外的經濟制度則經常阻止個人擁有生產工具（包括利潤），或強迫必須共用之，同時一部分經濟的決定也受到強迫的影響，這都不能被視為是自由市場。在理想的自由市場制度裡，所有的經濟決定都不能被強迫影響，相反地，它們是由個人之間互相貿易、談判、合作、和競爭來決定的。在一個自由市場裡，政府或許會扮演保護的角色以阻止市場的參與者使用強迫力量，但並不會主動地干涉；這種情況被稱為自由放任。
在自由市場裡，產品和服務的價格是由買賣雙方的價格協議所決定的，而不是由政府所指定。這個價格是購買者願意支付購買商品的價格、和銷售者願意賣出其商品的價格，直接由供给和需求所決定。用抽象的概念來說，價格是由供給和需求的弧線的平衡點所決定的，代表了購買者會願意購買（和銷售者願意賣出）特定數量的產品的價格。在平衡點上的價格將會導致供給過多，在平衡點下的價格則會導致需求提升。當購買者願意支付的價格與銷售者願意賣出的價格一致時，貿易進行同時價格也因此決定。如同亞當·斯密在國富論一書所主張的，當個人進行貿易時，他們通常更注重於評估產品的價值，而不是他們為此付出的代價。如果產品沒有那個價值，那他們便不會進行貿易，保留他們評估認為價值更高的東西。在竞争之下，資源的持有人（無論是勞動力、土地、還是資本）會尋求利益最大化的途徑，於是在均衡之下所有同一資源的持有人都會獲得相同的報酬（排除失業等因素外）。
市場經濟在人類歷史中市場一直存在著。在狩獵採集時期，人們通常以物易物交換他們的商品。貨幣的出現使得交換更容易進行，也讓中世纪的商品交易會得以繁榮發展。不過，每個社會（不同時間和地點）對於產品貿易的適當性都有各自的看法，也因此有時會對生產和特定產品的交易加以限制：要不是因為以這種限制來達成其他目標—例如穩固地方貴族/武士/首長的地位，就是因為認為特定產品能夠被貿易的概念是錯誤的。這些也都妨礙了真正的自由市場。即使在現代經濟裡，政府也不允許市場在許多領域自由進行；不過與中世紀授與同業公會的特權為例相比較，對於價格的限制已經相當寬鬆了，當下大多數的經濟都混合了自由市場和非市場的制度。

### 私利和利潤

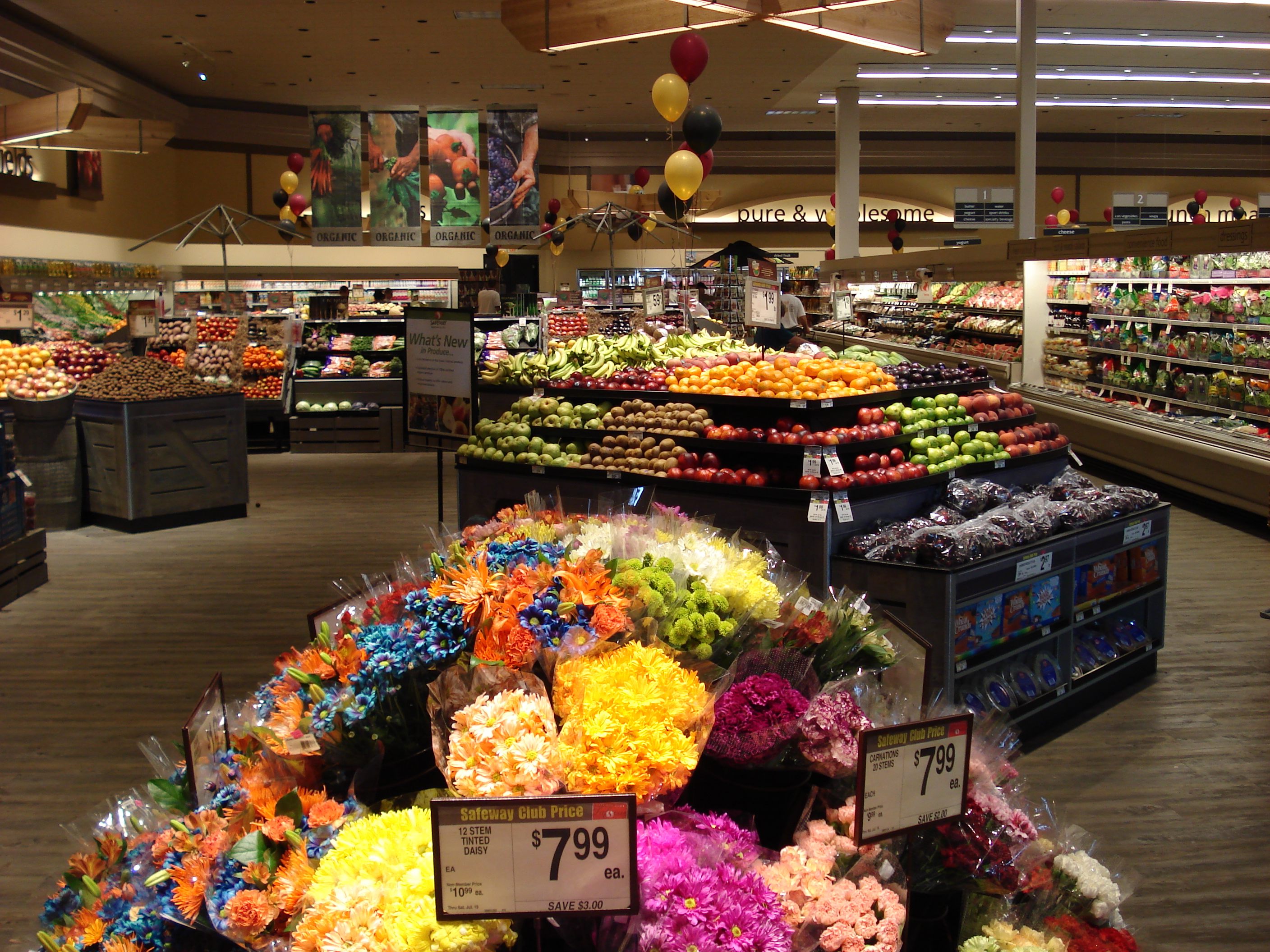
喜互惠公司的超級市場。在自由市場下，對於利潤的追求促使資本家競爭提供更便宜的產品和服務給消費者。

個體對私利的追求是是資本主義不可或缺的成分，亞當·斯密被廣泛認為是資本主義之父，他認為在市場經濟下，利己的行為比宣稱替「公共利益」服務的利他主義更有效率多了：
…他管理產業的方式在於使其生產的價值能夠最大化，他所盤算的也只是他自己的利益。在這些常見的情況下，經過一雙看不見的手的引導，他也同時促進了他原先無意達成的目標。並非出自本意並不代表就對社會有害。藉由追求他個人的利益，往往也使他更為有效地促進了這個社會的利益，而超出他原先的意料之外。我從來沒有聽說過有多少好事是由那些佯裝增進公共利益而干預貿易的人所達成的。
獲得諾貝爾獎的經濟學家米爾頓·佛利民也擁護資本主義裡追求個人利益的重要性。他主張公司並沒有所謂的社會責任，唯一的責任就是替股東們增加利潤，只要不在過程中使用詐騙的行為即可。他主張公司在追求其利潤的同時，只要不使用詐騙和欺瞞的行為，就都能替這個社會帶來利益。佛利民並沒有主張公司不應該協助社會共同體，而是主張只要公司投入的是長期的事業那他們便會「貢獻資源給社會共同體的設施......」以「提升商譽」，以此來提升其利潤。
藉由對利潤的追求來達成自我利益是資本主義的必要特色。利潤是藉由販賣產品的所得高過其生產成本而獲得的。一些人認為追求利潤是資本主義的本質。社會學家和經濟學家马克斯·韦伯主張「資本主義與對利潤的追求相同的，由刻意而理性的資本家們進行。」不過，追求私利並非是資本主義獨有的特色，例如經濟學上的公共選擇學派便將個體的私利追求作為分析政府官僚決策的架構，認為儘管在市場以外的領域，私利最大化仍然扮演了利益分配活動的最主要角色。

### 政府的角色

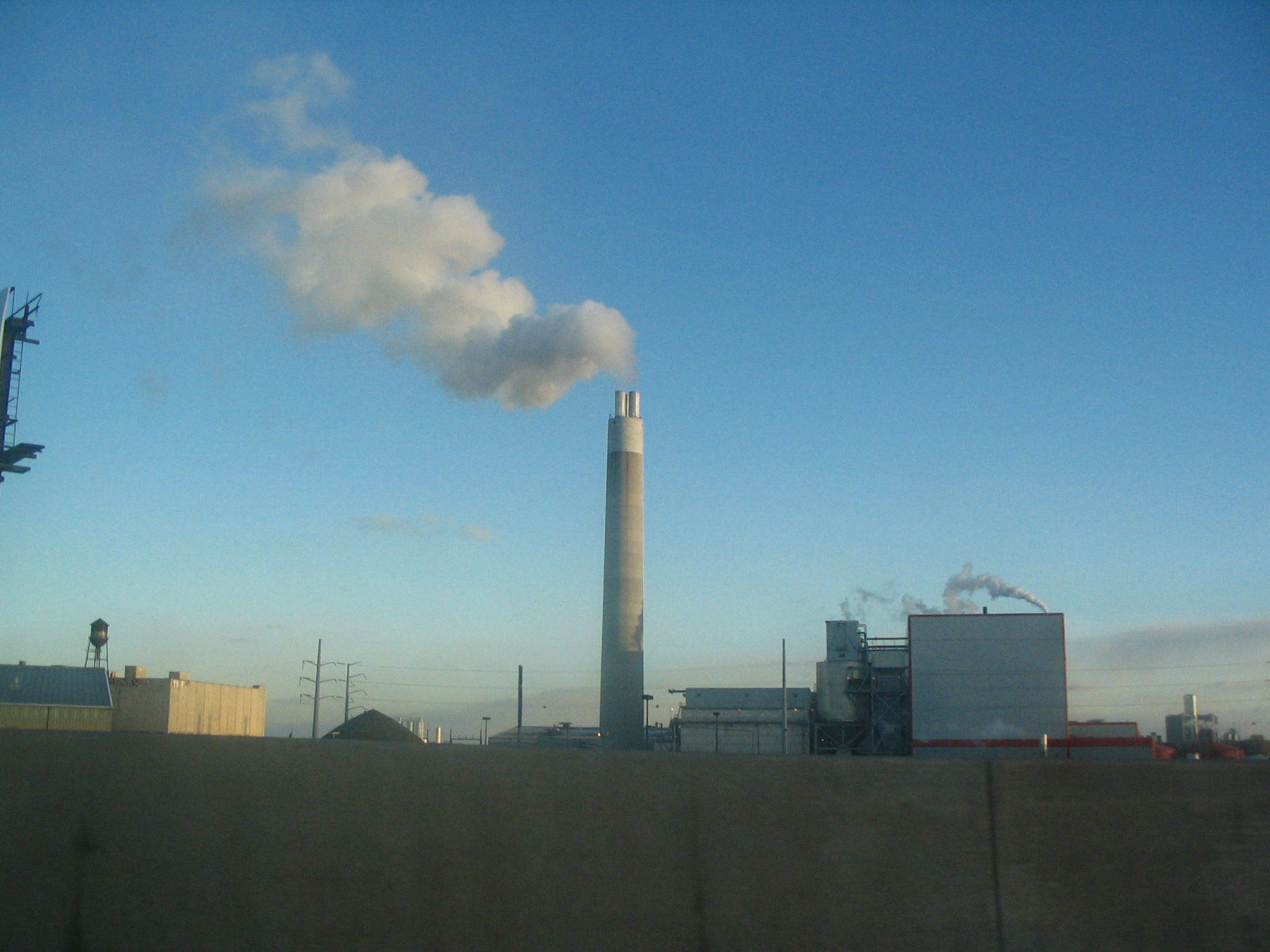
汙染常被認為是資本主義下的一種市場失靈，儘管這種現象也很可能是政府導致的（政府失灵），而且也會在社會主義國家出現。

在資本主義體制下，政府會保障私人產權不受侵犯、同時也不會干預個人要選擇什麼工作。在自由放任的資本主義下，公司可以自行決定他們要在市場上以什麼樣的工資吸引勞工，而供給和需求則決定了真實工資的價格，然而，許多市場經濟國家仍以最低工資管制來限制勞資雙方可以達成的最低工資門檻。
在有國家干預存在的市場中，政府以各種方式對經濟運作進行干預和控制，例如對於貨幣發行的控制、主導公共建設、提供公家教育和健保等。許多國家企圖以競爭法來防止壟斷和卡特爾的出現，支持這種管制的人認為有些大型的企業佔有過多的市場力量，使得他們可以單邊的設定市場上的價格。包含壟斷在內的「市场失灵」便涵蓋許多不同問題，許多這些問題可能與經濟學既有的假設互相衝突。許多國家的政府都曾經對一些關鍵產業例如航空業和傳播業進行廣泛的國有化和干預，儘管在1980年代以來民營化已經在許多西方國家減少了國有企業的規模。
有經濟學家的研究則提出質疑市場失靈的理論。
- 公共選擇學派提出與市場失靈相反的例子－政府失灵，认为需要使用宪政改革、引进政府间竞争机制等予以纠正。[41]
- 奧地利經濟學派进一步质疑政府干涉本身，主張低效率的壟斷只有在政府主導之下才會形成，並且主張市場的低效率只有透過尋求利潤的企業家精神才能消除，而政府並不能做出正面影響[42]。

## 歷史
以利潤為出發點的經濟貿易至少在公元前兩千年便已經存在，不過，現代形式的資本主義通常被認為可以追溯至16-18世紀的重商主義時期。

### 重商主義

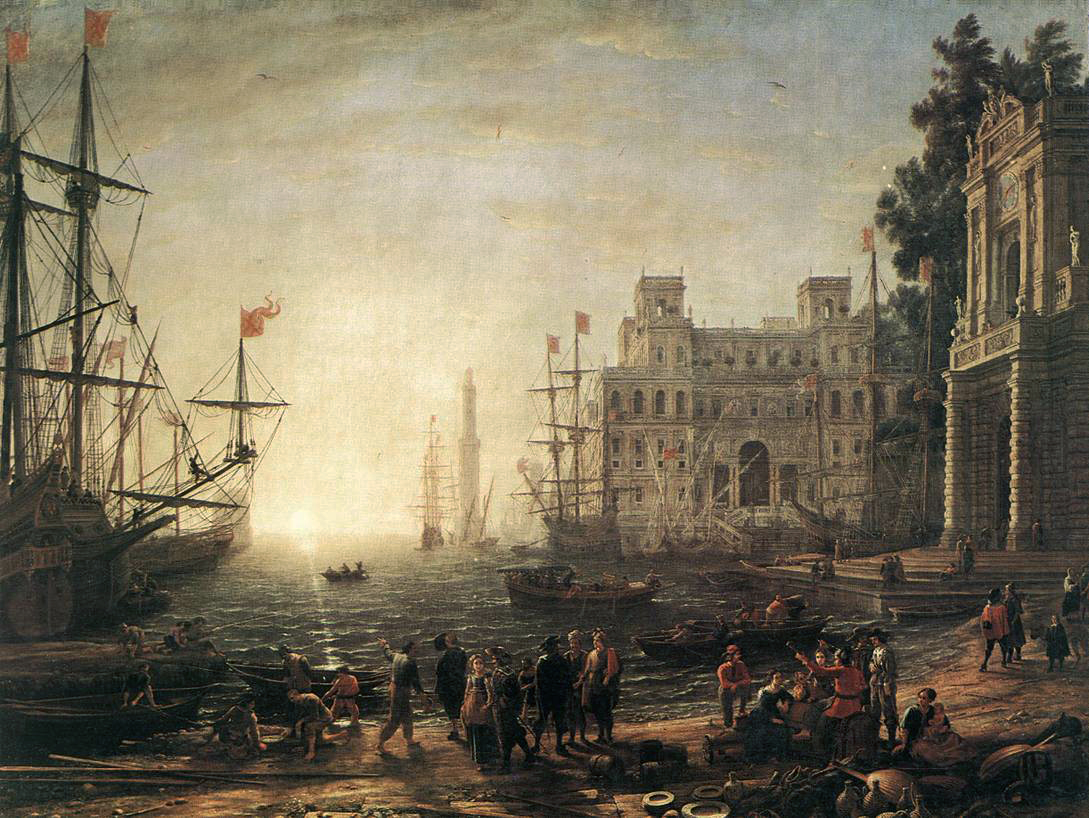
描繪1638年法國港口的畫，當時正是重商主义盛行的時候。

早在公元前兩千年亞述商人便已經開始經營長距離的貿易路線以求獲利，最早的重商主義形式則可以追溯至羅馬帝國和古中國。隨著羅馬帝國的擴張，重商主義的經濟也開始擴張到全歐洲。而在羅馬帝國衰敗後，大多數歐洲的經濟都被地區的封建勢力所控制，而重商主義也因此瓦解。不過重商主義會在阿拉伯、絲路等地繼續存在，同時也會隨著東亞如中國的朝代興衰而有所起伏。與阿拉伯鄰近的區域如埃及、波斯、和拜占庭也都有貿易路線的存在。隨著伊斯兰教在第七世紀開始散播，重商主義也開始在西班牙、葡萄牙、北非、亞洲等地擴張。隨著中世紀的結束，重商主義終於開始在歐洲廣泛發展。16至18世紀的歐洲通常被歸類為重商主义的時期，在這個時代，地理大发现使得許多之前未知的貿易路線被歐洲的商人所開發，主要的地區在於英格兰、低地国家、美洲殖民地等地之間。重商主義作為一種經濟思想便在當時的環境下出現，儘管那個時候大多數的產品都還是由非資本主義的生產模式所產出。

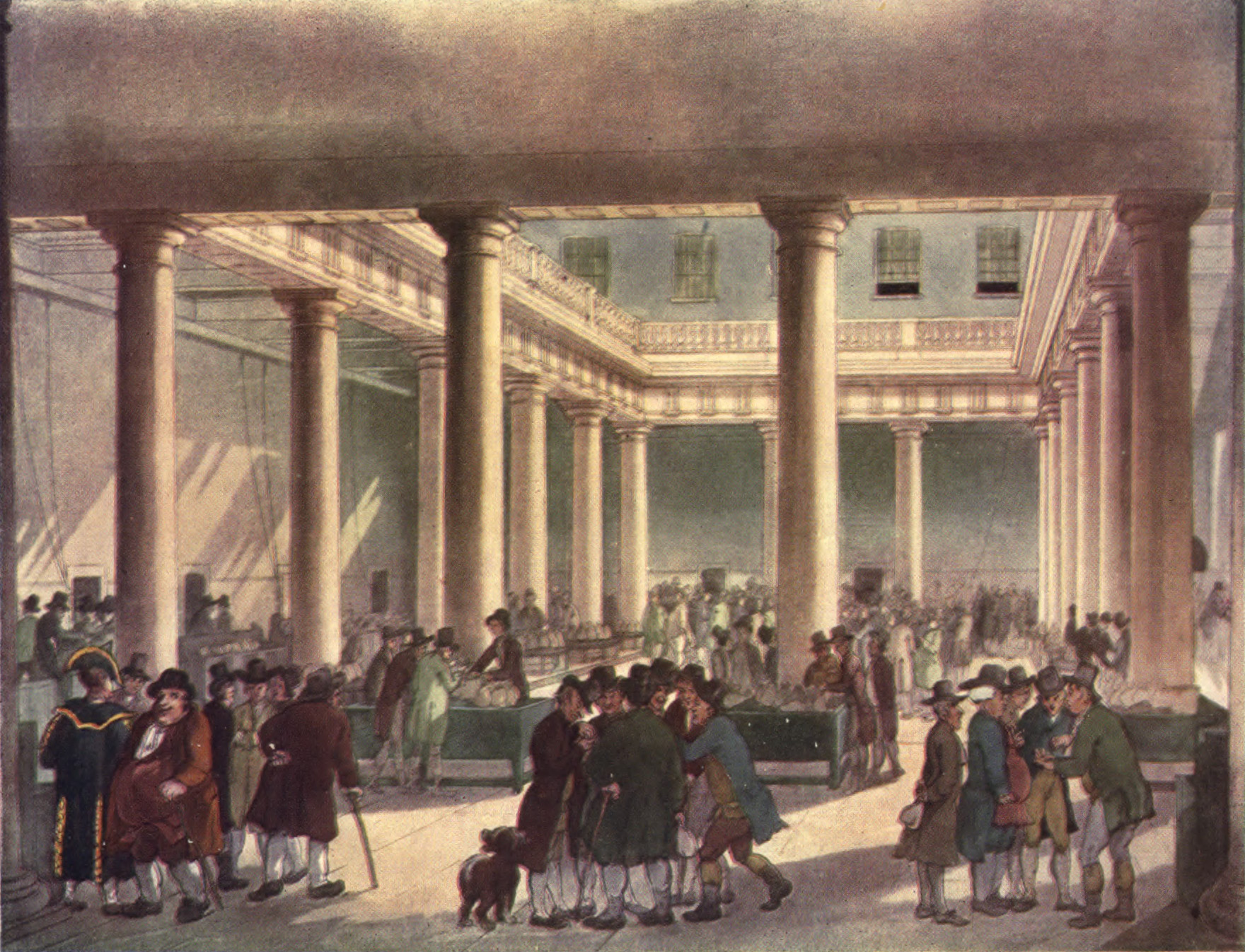
1809年倫敦的穀物交易所。穀物法於1846年的撤銷代表了對重商主義的拋棄，和自由貿易的到來。

約瑟夫·熊彼特將重商主義的主要信條分為三點：交易的控制、出口的壟斷、以及貿易的均衡。重商主義的衍生理論之一是所謂的重金主義（Bullionism），強調應該努力累積越來越多的貴金屬。重商主義者認為一個國家應該出口比進口更多的貨物，如此一來才能累積貴金屬。重商主義者主張主有本國無法產出的原料才應該從國外引進，同時他們也鼓吹政府補貼出口貨物，並用關稅或其他貿易壁壘阻擋來自國外進口的競爭，認為如此一來才能鼓勵國內的生產製造。在這個時期，許多歐洲的商人在國家的保護下，透過補貼和壟斷來獲取大部分買賣貿易所得到的利潤。弗兰西斯·培根對此主張重商主義的用途是在「拓展並維持貿易的平衡、保護生產者、制止經濟停滯、以奢侈法來取締浪費和過剩、節省土壤、管制價格...」
在中世紀的時候，類似的經濟壟斷便已經開始流行，由同業公會組成的地方產業在貴族的保護下建立了廣泛的壟斷，如同卡特爾一般，同業公會透過對於營業執照和許可的壟斷來排擠競爭者，並且以此設立超過市場均衡的價格。不過在重商主義之下，绝对君主制開始崛起，國家取代了同業公會在管制經濟上的角色。從18世紀開始，不列颠东印度公司與荷兰东印度公司的崛起則象徵了資本主義的商業階段的開始，這些公司的特色是他們從國家那裡獲得的殖民主义和扩张主义的權力。到了這個時期，之前在重商主義時期累積了財富的商人開始將資本投注到東印度公司和殖民地上，希望獲得投資報酬。
雖然一些學者認為重商主義是資本主義的最早階段，其他人則認為真正的資本主義要到後來才會形成。比如匈牙利的歷史學家卡爾·博蘭尼認為重商主義儘管重視對海外的貿易，卻沒有挑戰政治體制上對資本主義發展的兩大最重要侷限——勞動和土地，也因此重商主義對於政府經濟管制的態度仍然和之前封建主義者的態度一樣，僅是在管制的方法上有所不同。博蘭尼主張資本主義的最大特徵是在於建立一個可以買賣諸如土地、勞動、和貨幣等「虚构商品」的通用市場，然而直到1834年前英格蘭都沒有出現一個有競爭存在的勞動力市場，也因此資本主義作為一種社會體制在這個年代前是不存在的。

### 工業化

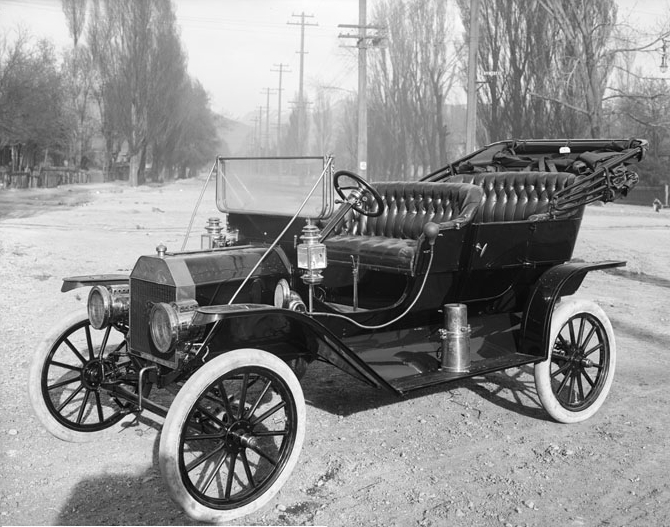
裝配線的引進使生產效率大幅提高，並且讓廣大民眾得以負擔價格低廉的製造產品例如福特T型车。

從18世紀中期開始，大卫·休谟和亚当·斯密為首的新一群經濟學家開始對重商主義的概念展開了全面的批判，他們認為重商主義所抱持的「世界上的財富是固定的」概念是錯誤的，而且一國要增加財富的方式並不是只能透過減少他國財富來達成。在工業革命中，產業家們取代了貿易商成為了資本主義下的主要角色，並且連帶造成了傳統手工藝工匠、同業公會等產業的淘汰。在這個時期，農業商業化所帶來的多餘生產則促長了農業的機械化。工業資本主義引進了工廠作為主要的生產方式，並且以生產過程中各種複雜的分工來切分各種瑣碎的生產步驟，最後使得工業資本主義開始支配全球的經濟體制。
英國同時也開始拋棄重商主義下的贸易保护主义，在19世紀出現的「曼徹斯特學派」開啟了一場主張降低關稅的運動。到了1840年代英國已經拋棄了許多貿易保護主義政策，撤消了穀物法以及航海法案。由於亞當·斯密和大衛·李嘉圖領導的自由貿易運動，英國也減低了關稅和進口限額。一般認為航海法案在1849年被撤銷，是重商主義衰敗、工業革命開始的起點。
工業革命的出現是人類歷史上的主要轉捩點，幾乎所有工業國家裡人民生活中的大小事務都因為工業革命的到來而產生根本的改變。最顯著的是在工業革命下平均收入和人口開始了前所未見的快速成長，如同諾貝爾經濟學獎得主小羅伯特·盧卡斯所說的：「這在歷史上首次出現的是，一般大眾的生活水準開始出現持續的成長...沒有任何古典經濟學家預見到類似這樣的經濟現象，即使在理論上都沒出現過。」

### 20世紀
在20世紀資本主義的發展經過許多改變，由於社会主义的崛起和共產國家的出現而對西方資本主義國家形成意識形態上的對立，儘管到20世紀結束時，蘇聯徹底解體，資本主義的市場經濟已浮現成為最主要的經濟模式。
在1930年代的經濟大恐慌後，國家開始對資本主義經濟進行更大程度的干預，最突出的是凱恩斯主義的崛起。在二戰之後，許多社会科学的分析工具被發展來解釋戰後的社會和經濟走向，包括了後工業社會和福利國家的概念。凱恩斯主義在戰後的一段時期主導了經濟學界對於管制資本主義的看法，1950年代和1960年代這段期間也被稱為戰後的經濟擴張時期，直到停滯性通貨膨脹於1970年代出現為止。
在1970年代同時出現的高通貨膨脹、高失業率、和經濟成長緩慢之下，凱恩斯主義開始受到廣泛質疑。米爾頓·傅利曼和弗里德里希·哈耶克等經濟學家也在這段時間開始對西方國家政策產生主要的影響，他們主張重回自由放任的資本主義，並且減少政府對經濟的管制和干預。傅利曼等人的著作影響了許多英美保守派的政治人物，例如罗纳德·里根和玛格丽特·撒切尔，對眾多國有企業展開了市場化（民營化）、以及對經濟解除管制。傅利曼所屬的芝加哥經濟學派發展出的货币主义也取代了凱恩斯主義對於整體經濟學的壟斷，並且成功推行如浮動匯率等政策，

### 全球化

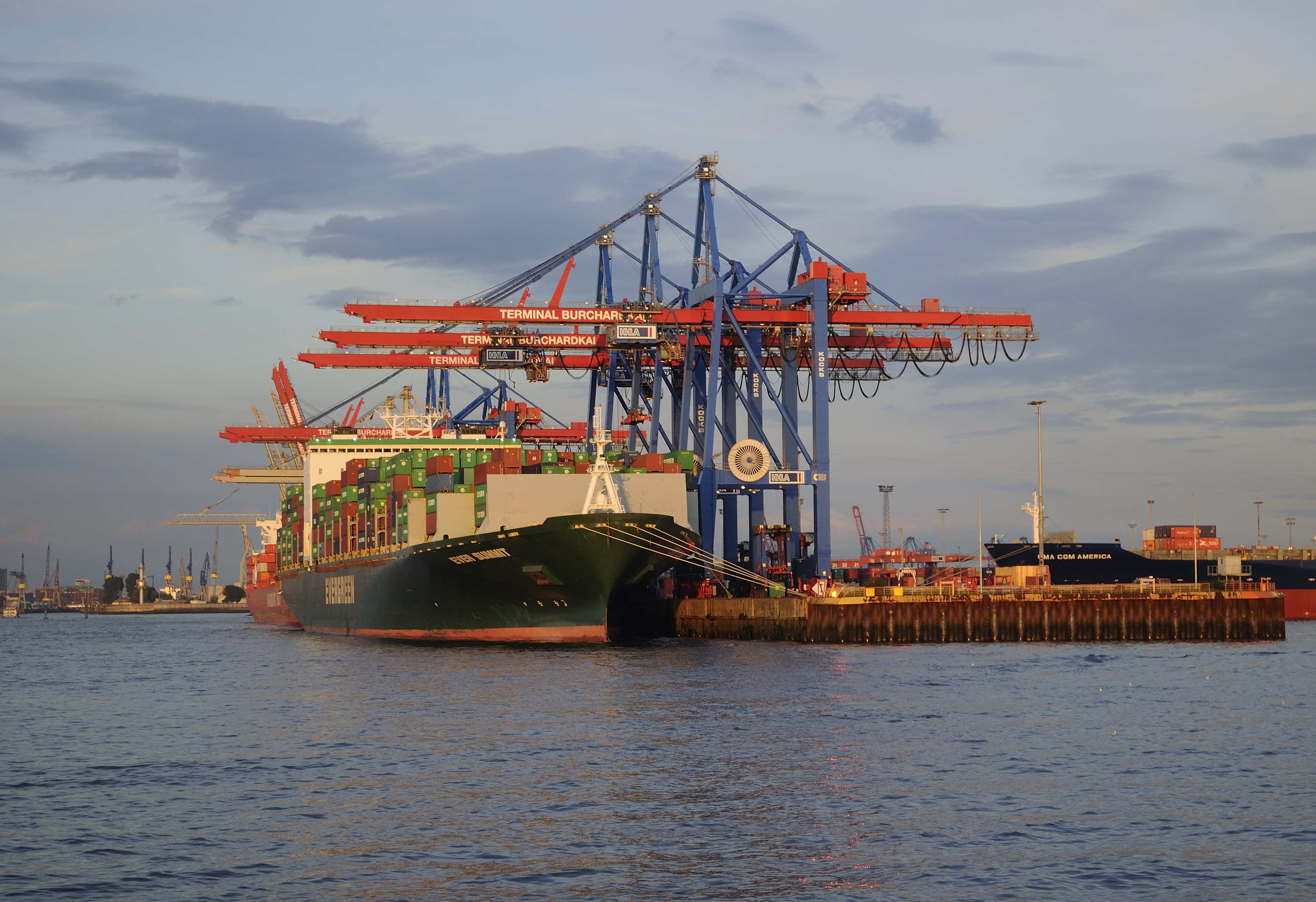
海運貨櫃化是20世紀後半段全球化的主要推手，圖為在汉堡港口的長榮海運貨櫃船。

儘管國際貿易遠在資本主義出現前便已經存在，一些人認為資本主義擴張所引發的全球化在20世紀後半期使得各國間的經濟合作和貿易達到前所未有的程度，並且使得人口和資本的跨國界流動成為現代世界的經濟常態。由於布雷頓森林協定在1971年被拋棄和浮動匯率的出現，各國貨幣之間流通大幅增加了資本的流動速率。許多國家也持續降低關稅和貿易壁壘，WTO等自由貿易組織的出現則以國際公約的角色來促長各國間的自由貿易。
而眾多運輸和通信技術的創新，例如海運貨櫃化的出現，則使得進出口的運輸成本被大幅降低，並且使台灣、新加坡、韩国等国家和地区可以透過低成本的製造業出口將產品販售到先進國家，迅速邁入新興工業化國家的行列。而同時增長的不只是出口，台灣的出口量在1970年為14億美元，僅僅三年之後的1973年便躍升到43億美元，而進口量也同時翻升了兩倍。進入了全球化浪潮的國家也在生活水平上獲得空前成長，例如南韓在1960年時與非洲的尚比亞有相同的財富水準，然而到了2000年代其國民生活水平已經超越尚比亞20多倍。
伴隨全球化而來的是許多跨國公司的出現，而資本在各國間的快速流動，加上人口、文化、產品等的自由交流，也對傳統的國家控制權力產生挑戰。投資人往往為了尋求更低成本的工資，將生產過程中的勞力密集階段外包到工資便宜的國家，這些發展都讓一些人認為國家主權因為全球化而受到「侵蝕」。在今天，許多人以此認為資本主義的發展已經達到了一個世界體制的地步，然而其他人則認為即使是以目前資本主義發展的規模來看，仍然沒有比之前時代的資本主義貿易要多出許多。

## 资本主义研究史

### 古典經濟學

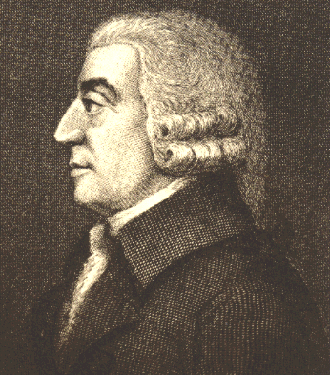
亚当·斯密

古典學派的經濟思想在18世紀末於英國出現，其主要的經濟學家為亚当·斯密、大卫·李嘉图、讓-巴蒂斯特·賽伊、以及約翰·斯圖爾特·密爾。他們發表了許多關於市場經濟下產品生產、分配、交易的理論，這些理論成為現代經濟學的主要根基。
在法國，重農主義者如弗朗索瓦·魁奈認為財富是由土地而來，另一位重農主義者勞恩男爵安·羅伯特·雅克·杜爾哥則反對關稅並且支持自由貿易。理查德·坎蒂隆則將長期的經濟均衡視為是收支之間的平衡，並且主張以土地為根基的供給與需求機制決定了市場上短期的價格。
而斯密則對重商主義提出了另一種批判，在1776年出版了《國富論》，成為了古典經濟學的開端，同時也立下了日後許多被與資本主義相連結的經濟主張。斯密認為個體追求私利的過程中會因為「看不見的手」而造福社會整體的利益，在當時由重商主義支配的政治環境下斯密提出了各種論點替自由市場辯護。現代的經濟學教科書常把亞當·斯密的看不見的手作為解釋經濟學的最基本概念。斯密同時討論了分工可以帶來的經濟好處，包括了勞動產能的上升以及貿易利得，無論是鄉村或是都市、或是不同國家之間都可以藉此獲利。他的理論認為分工的程度是由市場的需求所決定，這也成為了後代經濟學家對於公司和產業組織的主要理論來源。他還提出了被廣泛認為是經濟學裡最重要的命題：亦即在競爭之下，資源的持有人（無論是勞動力、土地、還是資本）會尋求利益最大化的途徑，於是在均衡之下所有同一資源的持有人都會獲得相同的報酬（排除失業等因素外）。
大卫·李嘉图也提出了與斯密類似的看法，並且成為了古典經濟學最重要的第二人，也是對現代經濟學最有影響力的經濟學家之一。在《政治經濟學和稅收原理》一書中，李嘉圖發展出了比較優勢的理論，依據此理論，無論一國是否在生產上每個層面都比他國優越或落後，邊際的生產成本差異使得他們都可以從國際貿易過程中獲利。比較利益到今天一直被經濟學家認為是解釋貿易利得的最基本框架。
古典經濟學的價值觀與古典自由主义所主張的將政府最小化的觀點有密切連結，他們通常將經濟與其他領域的社會活動例如國家的行為做明確的切分。不過，斯密等人並不是完全反對政府提供一些基本的公共物品。斯密認為國家應該提供諸如道路、運河、學校、橋梁等私人企業無法有效提供的基礎設施。然而，斯密也認為這些公共物品應該遵從使用者付費的原則，例如實行收費道路等政策。同時斯密也支持用自由贸易区或報復性關稅的對策來達成自由貿易的推廣，並且支持版權和商标來鼓勵創新。
古典经济学的集大成者是约翰·斯图尔特·穆勒，其撰写的《政治经济学原理》在十九世纪被广泛地用作教科书。

### 馬克思主義政治經濟學
卡尔·马克思認為資本主義代表的是一種特定歷史時期的「生產模式」，亦即在資本主義下，生產資料由私人控制、而個體彼此之間的社會關係是由他們與生產模式的關係而決定的。
對馬克思而言，資本主義的發展或稱為「資產階級」社會的發展階段，代表了到當時人類經濟史上發展到最先進的社會架構，然而他也認為勞動階級會在之後推動社會主義以轉變人類社會進入共产主义的階段。在馬克思看來，人類的歷史是由三個階段構成的：貴族階段、資本家階段、最後則是勞動階級統治的階段。

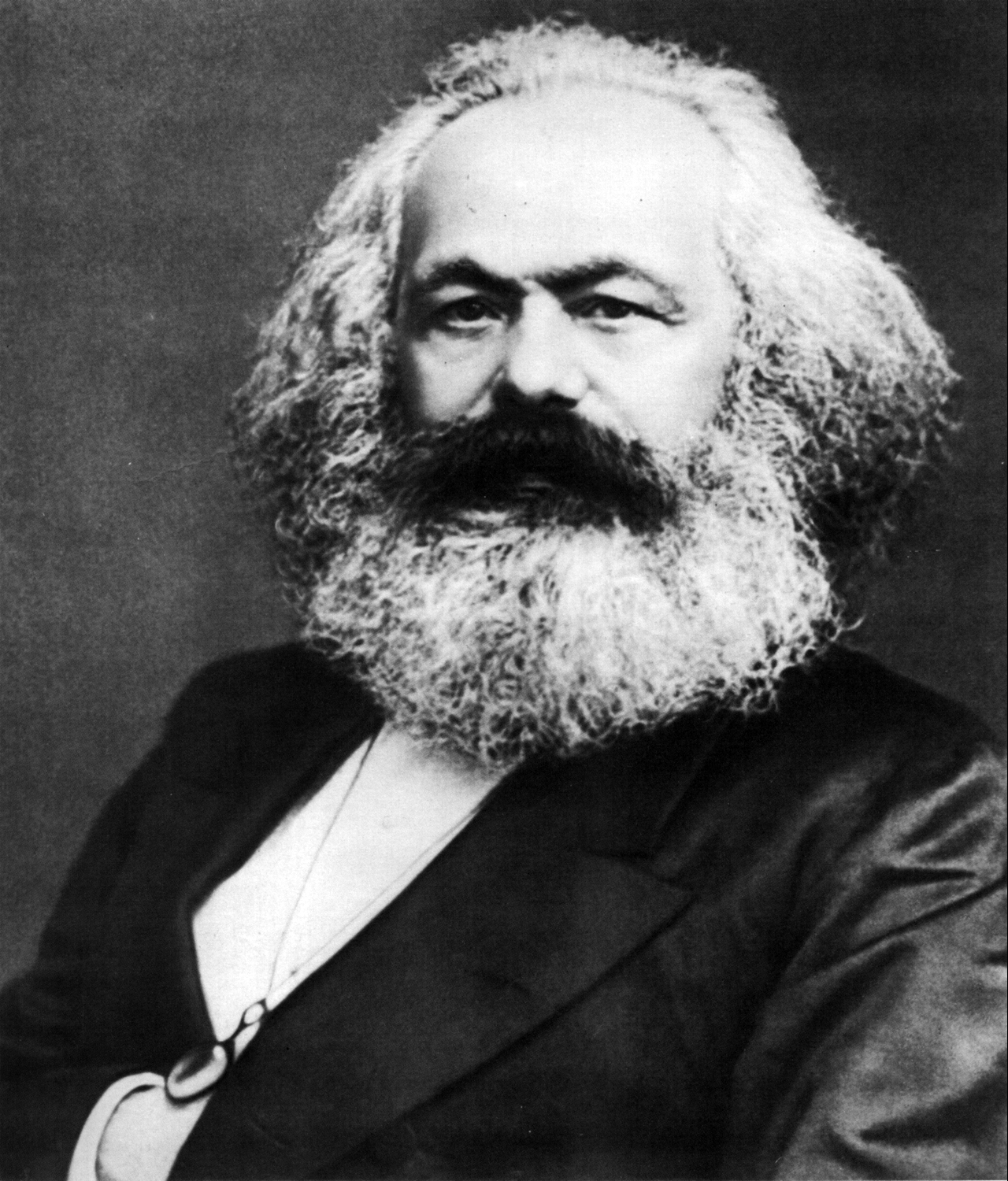
卡尔·马克思

馬克思主義經濟學是從古典經濟學裡衍生而出的，卡尔·马克思提出了其理論的基本模型。馬克思在1867年出版了《资本论》一書，以古典經濟學的勞動價值理論為基礎，主張資本主義的生產模式必然會產生剩餘價值，也就是資本對於勞工的剝削。依據勞動價值理論，一個產品的價值是由生產過程中所必需的社會勞動所決定的，而剩餘價值理論則主張勞工的工資只構成了產品價格裡的「勞動價值」的一部分，從此認為有剝削存在。
馬克思認為這種價值的差異成為剩餘價值，資本家從中抽取利潤並且累積。馬克思並且主張資本主義生產模式的特別之處並不在於剩餘價值的存在，而是在於其攫取剩餘價值的方式。依馬克思說法，在資本主義之前的社會，對勞工的剝削是透過暴力維持的，而在資本主義下這種剝削則要透過更為微妙的方式進行，因為資本主義是第一個透過自願的產品互相買賣來達成剝削的體制。他主張在資本主義社會下，由於勞工沒有擁有生產工具，他們必然需要替資本家工作以換取生活所需。勞工可以自由選擇要替哪個資本家工作，在這個層面上雇傭關係是自願的，然而由於勞工若是不工作便會挨餓，也因此剝削是不可避免的，所以馬克思認為資本主義下勞工的雇傭自由只是假象。
異化是人與他們自然本質產生隔閡時的現象，而異化又是資本主義下必然的產物。在資本主義下，勞工生產的成果被雇主侵占，也因此在勞工和其生產產品之間形成異化。馬克思認為異化代表了勞工在資本主義體制下的處境，至於勞工是否自覺到自己的困境並不會改變現實。
從他對於資本主義的批判中，馬克思還做出了預言，主張對於勞動階級的剝削會導致革命和社會主義經濟的出現。對馬克思而言，持有資本的資產階級對勞動階級進行的剩餘價值榨取會成為阶级斗争的根源。俄國革命家列宁則將古典馬克思主義進行更改，並且主張資本主義必然會轉變為国家垄断资本主义，亦即「帝国主义」，以此開拓新的市場來剝削勞動力和資源，這也代表了資本主義最高也是最後的一個階段。

### 經濟歷史學派與韋伯政治社會學

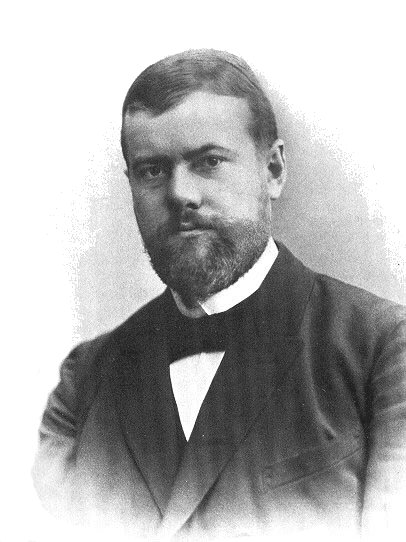
马克斯·韦伯

從德國的經濟歷史學派觀點來看，資本主義是以其沿著市场衍生的生產組織為主要特色。經濟歷史學派認為歷史是研究人類經濟行為的主要知識來源，並且排斥以經濟學上先驗的定理來研究經濟。如同馬克思認為資本主義是人類經濟歷史上必然的一個章節，經濟歷史學派也認為資本主義是一種歷史的產物，但不同的是他們以觀察歷史文化、背景、宗教等方面的研究來分析資本主義的生成，而非透過馬克思主義的辩证法。
經濟歷史學派最具代表性的學者是德國社會學家马克斯·韦伯，他提出了許多大為影響後世對於資本主義特質認知的理論，韋伯認為市場上的交易、自願的勞動買賣、企業之間分工的達成是資本主義的主要特色。與先前的經濟模式相較，資本主義企業是以對生產的理性化為目標，注重於最大化經濟效率和生產率，這在韋伯來看也是反映出社會學上不斷發展的理性化過程，並認為無論是公家的官僚還是私人企業都會朝著這個方向發展。韋伯認為在資本主義前的時代，生產者之間的經濟關係是介於如同業公會的師傅和學徒之間，又或是介於貴族和農民之間。
依據韋伯的說法，為了要達成資本主義的發展，社會上必須先發展出一種「資本主義精神」，也就是一種追求個體經濟私利為目標的思想和習慣。而這些思想如果要在一個社會上開始流傳，則必然會「從某處開始成長」。他在1904-1905年的《新教倫理與資本主義精神》一書中將資本主義的發展追溯到宗教的精神，認為新教的思想與傳統的經濟活動融合，是現代西方資本主義發展的必要條件。韋伯主張新教的倫理觀念使得人們得以對日常生活開始進行一種極度的理性化，在宗教道德觀的驅使下透過勤勞工作累積資本，並且重新投資累積下來的資本。韋伯認為這種過程創造出了馬克思所謂的「自我調節資本」。
韋伯認為就有如聖經裡箴言22:29裡所描述的：「你看見辦事殷勤的人嗎？他必站在君王面前，必不站在下賤人面前」，新教徒從這種宗教來源裡得出了「事業」的概念，將一個人的經濟成功視為是救贖的象徵，而掙錢的行為在現代的經濟秩序下則代表了一個人服從其使命的呼喚。
在韋伯來看，隨著資本主義發展，它也會從原先賴以成長的社會風俗中獨立出來，現代西方的資本主義成為了一種「依賴當代機械化生產下的技術和經濟條件發展的秩序，這種秩序的強大力量同時也決定了個體在其下的生活，無論他們是否有直接參與經濟的營利皆然。」韋伯認為這種現象就彷彿是「專家失去了靈魂、享樂主義者沒有了心肝」，同時原先發展出資本主義的清教徒精神也隨著其獨立發展而淡去。

### 制度經濟學

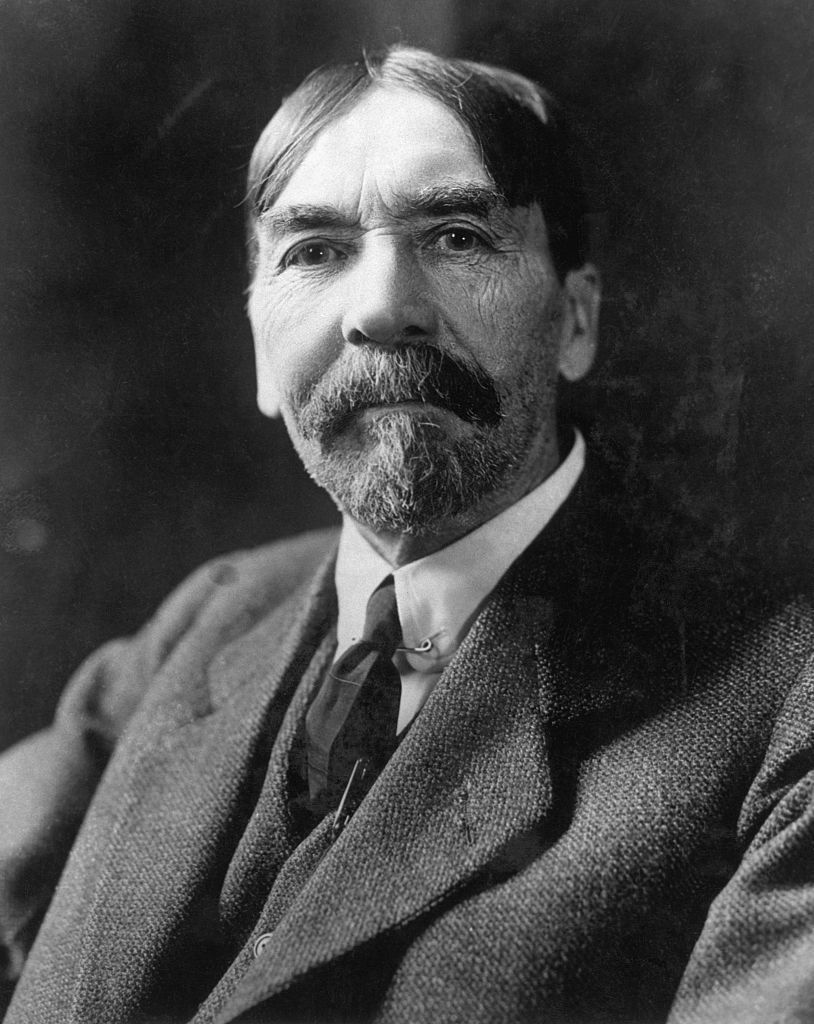
托斯丹·范伯倫

受到德國經濟歷史學派影響而產生的，還有美國的制度經濟學。在20世紀初發展出的制度經濟學曾經是美國經濟學界的主要流派，他們認為資本主義不能與其衍生的政治和社會體制所分離，並且聚焦於資本主義所倚賴的司法框架、以及其他各種隨著資本主義發展而改變的政治社會制度和文化。
制度經濟學的最主要人物是托斯丹·范伯倫，他在1899年的《有閒階級論》一書中分析在資本主義下有錢人透過炫耀性消費來展示他們的成功，炫耀性消費的概念也與新古典主義學派以效用為根基來分析資本主義的方式完全相反。儘管如此，炫耀性消費的概念由於無法透過經濟學的方式加以實證，一般被視為屬於社會學而非經濟學的概念。
范伯倫相當傾向於對於產業的國有控制，然而他對於勞工和勞工運動卻嗤之以鼻，他的論點也因此與馬克思主義、社會主義有相當的差距。作為進步時代的主要知識分子，范伯倫對於私人企業追求利潤的行為大為批判，他提出浪費性消費的理論也對那些從非馬克思主義角度批評資本主義的人有極大影響。之後的制度經濟學家例如約翰·加爾布雷斯則延續范伯倫的理論，他認為當資本主義發展到一個階段後，社會因為過於「富有」而開始需要以廣告等方式人工製造需求，並主張政府應該以稅賦等方式對資源進行更有效的分配。然而加爾布雷斯的理論雖然在政治界和媒體間被廣泛流傳，卻被經濟學界所排斥，認為他的作品完全忽略了經濟上的重要問題。

### 奧地利學派
在19世紀末期，奧地利的一些經濟學家無法接受經濟歷史學派的傳統，在卡爾·門格爾的率領下發展出了奧地利經濟學派。後代的奧地利學派學者並且擴散到歐洲和美國，在20世紀初期曾經被視為西方經濟學界主流的經濟學派之一。在今天，奧地利經濟學派的理論往往極具爭議性，而且也與主流的新古典主義理論不同，他們強調以方法論的個人主義解釋個體經濟行為，並且堅定支持自由放任的資本主義。

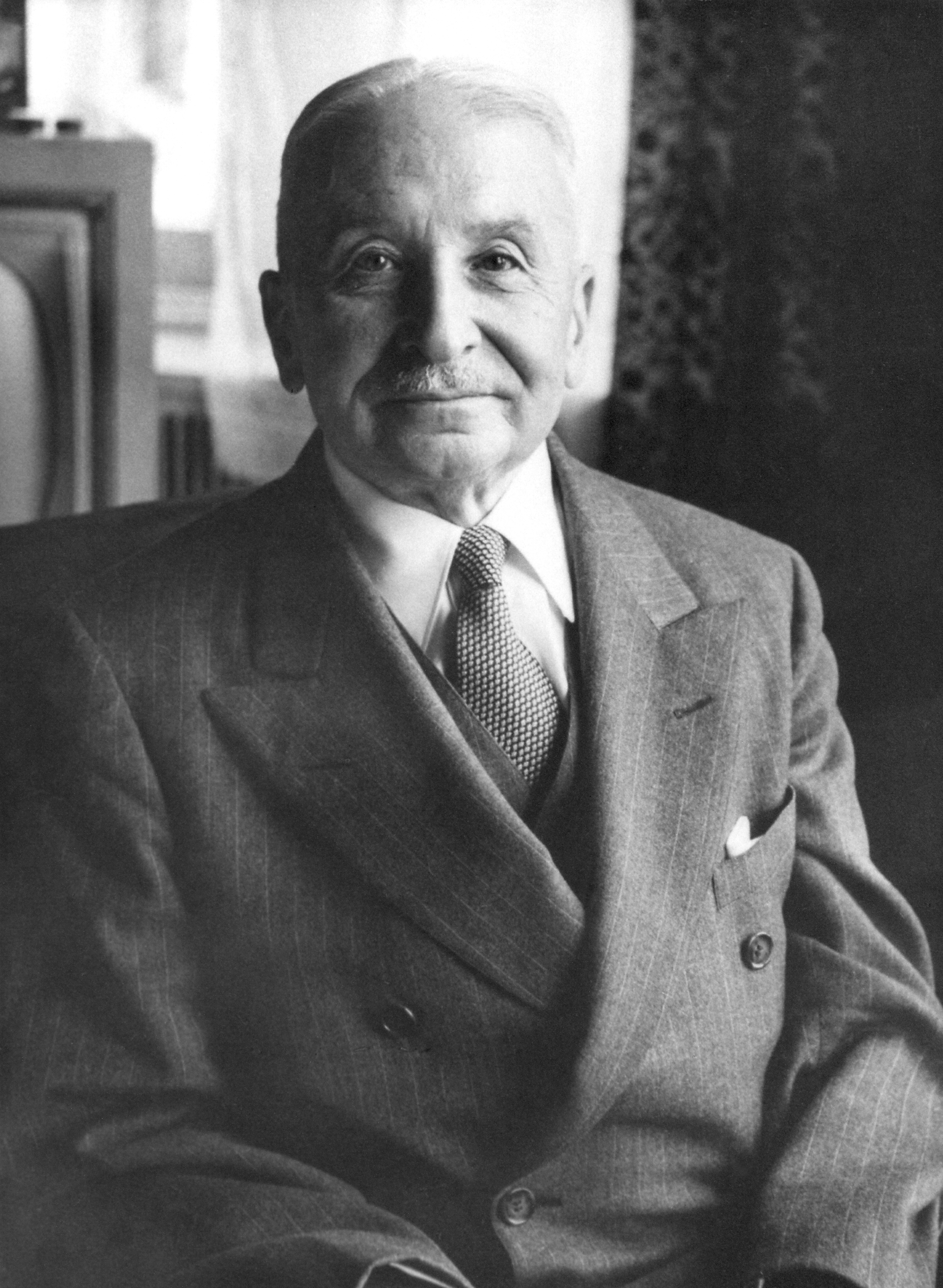
路德維希·馮·米塞斯

奧地利經濟學家，偶而也被與奧地利學派做連結的約瑟夫·熊彼特提出了「創造性破壞」的概念，認為在資本主義下市場經濟的變動代表了對於資源使用效率的最大化。熊彼特與其他奧地利學派學者認為，一個經濟體若是要成長，便須要不斷地將資源從沒有發揮良好效率的產業、公司、和個體上轉移到更有效率的使用者，他們同時指出現存的政治社會制度在很大程度上阻撓或減緩了這種創造性破壞的過程，因而導致經濟成長的緩慢。
奧地利學派成為第一批有系統挑戰马克思主义對資本主義批判的理論，兩學派也都聚焦於貨幣、資本、景氣循環、生產過程等議題。相較之下，古典經濟學家很少對於這些議題感興趣，要直到進入20世紀才開始轉變。數個世代的奧地利學派學者對馬克思主義提出不斷的解構和批判，而且不只包含經濟學，還包含其衍生的科學方法論、社會理論、以及政治理論。卡爾·門格爾以主觀的價值理論挑戰馬克思主義之勞動價值理論，門格爾後的奧地利學派成員如歐根·博姆-巴維克並進一步批判勞動價值理論，指出馬克思對於價值和勞動的定義是自相矛盾的。博姆-巴維克對馬克思主義經濟學的批判影響之大，即使當代的馬克思主義學者仍無法對他的批評提出主要的辯護。
奧地利學派最主要的經濟學家如路德維希·馮·米塞斯和弗里德里希·哈耶克都成為市場經濟最突出的辯護者，他們在20世紀初期與崛起中的社会主义者進行了許多的論戰。米塞斯和哈耶克認為只有市場經濟下的價格機制才能夠有效分配管理一個經濟體所需要的各種市場資訊，而社會主義計畫經濟下必然會出現某個特定的個人或團體「計畫者」，掌握了經濟體裡資源分配的權力，然而這些「計畫者」是永遠無法獲得足夠資訊來正確分配資源的，這種問題又被稱為「經濟計算問題」。
奧地利學派的經濟學家例如穆瑞·羅斯巴德則批評馬克思和其他許多資本主義的批評者忽略了自由放任的資本主義與重商主義之間的天壤之別，他們認為許多對於資本主義的批評都忽略了自由市場的資本主義下對個人產權的保護、競爭的自由、政府干預的最小化，並且主張帝国主义、殖民主义、贸易保护主义、和其他重商主義的干預主義政策，都不是屬於資本主義的範疇。奧地利經濟學派對於現代自由意志主義的發展有著重大的影響，儘管不屬於新古典主義的主流，當代奧地利學派的許多研究框架和學者仍與主流經濟學有高度重疊。

### 凱恩斯主義經濟學

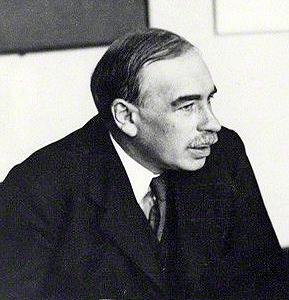
约翰·梅纳德·凯恩斯

凯恩斯主义经济学發展自约翰·梅纳德·凯恩斯1936年出版的《就业、利息和货币通论》一書，他主張資本主義在高度的失業下可能會因為市場缺乏有效需求而無法自行調整，並且主張為了增加總需求，政府應該透過擴張性的財政政策來克服這種情況。在當時大萧条的環境下，凱恩斯的此一理論對經濟學界產生重大影響。
凱恩斯拋棄了薩伊定律，並且主張人們有著一種「流動性偏好」，亦即他們會希望持有貨幣，而不是用來購買產品或服務，而這種偏好，加上其他一些因素，導致了總需求的貧乏，進而形成景氣循環。凱恩斯學派認為自由放任下的資本主義經濟無法穩定的自行運作，並且認為政府應該透過貨幣擴張或是赤字支出的方式來刺激經濟以避免经济衰退，他們主張透過中央銀行來人工的製造通货膨胀，進而減低實際工資、並且阻止人們因為存款而避免消費。
凱恩斯試著解決許多馬克思主義者對資本主義的批評，在「改進資本主義」的口號下鼓吹政府對於自由市場的干預和控制，他主張政府管制在一些情況下可能是有用的，同時認為政府可以透過擴張性的政策來避免馬克思所預言的資本主義衰退和危機。對凱恩斯而言，這些改變可以對穩定景氣循環、減少對於勞工的剝削，凱恩斯主義的經濟學家主張他們的政策使得資本主義可以脫離經濟大恐慌。
儘管如此，在20世紀的後半期，供給面學派和其他新古典主義的經濟學家對凱恩斯的許多論點提出廣泛質疑。凱恩斯主義認為通貨膨脹會使得物價提高，由此帶動產業雇用更多勞工以增大產能，而更高的雇用度則會帶動需求面。然而，在1970至1980年代同時出現了通貨膨脹和高失業率，這使得原先支配總體經濟學的凱恩斯主義在很大程度上被主流經濟學界所拋棄。

### 新古典主義經濟學和芝加哥學派
在今天，大多數英語國家的經濟學界對於資本主義的研究都是屬於新古典主義經濟學的路線，新古典主義強調廣泛的以市場來調節經濟體，並且將政府在經濟體上的角色限制為提供財產權保護，他們主張對勞動市場解除大部分管制、讓企業在少數管制下自由競爭、並且以民間主導、自由流動的资本市场來進行資本的重新分配和使用。大幅影響了現在新古典主義經濟學主流形成的，則是於1970年代開始形成的美國芝加哥經濟學派。

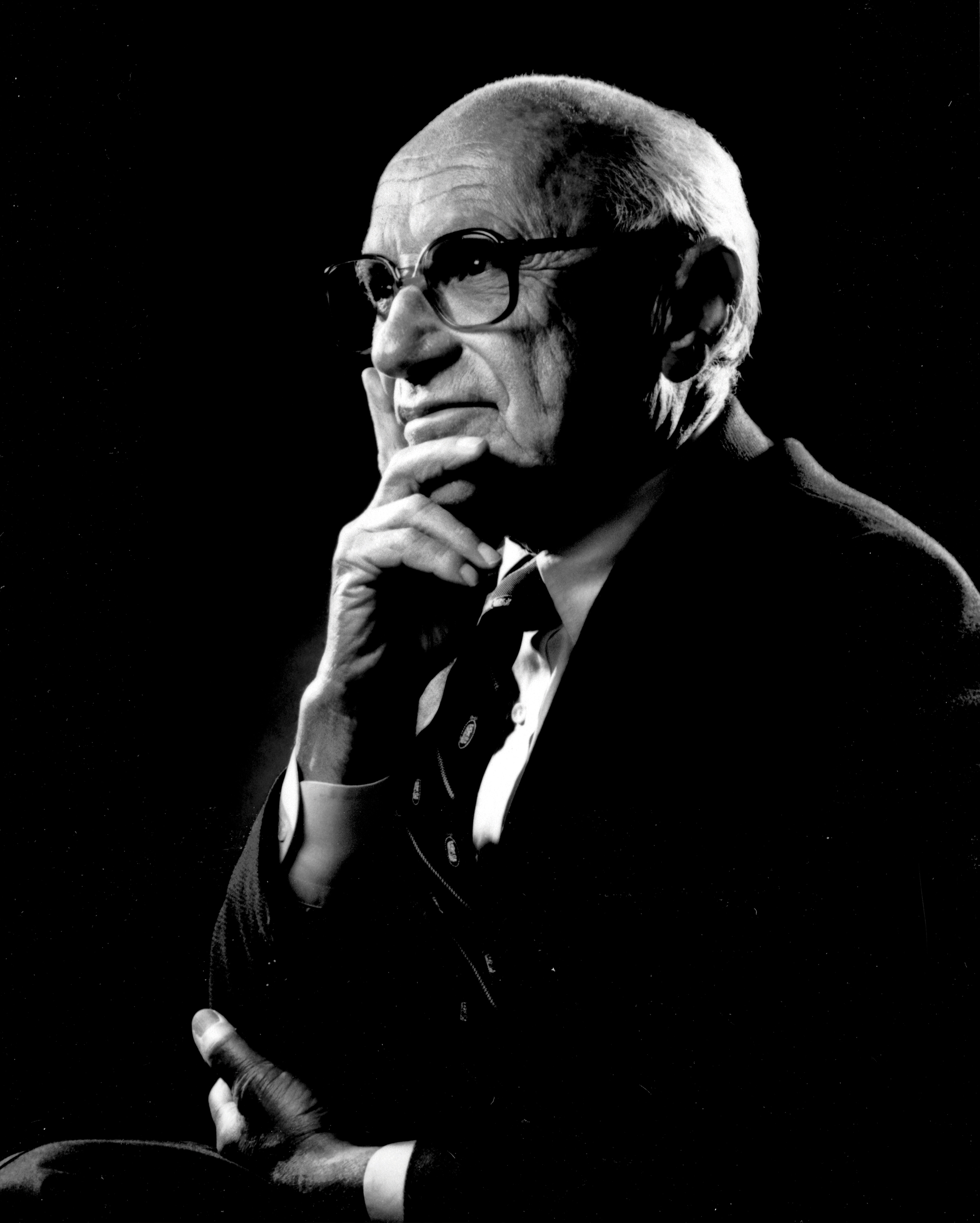
米爾頓·佛利民

芝加哥經濟學派和其衍生的货币主义挑戰凱恩斯主義的大政府主張。依據米爾頓·佛利民等人的說法，市場經濟在貨幣供給持平（亦即，沒有過多的通货膨脹或緊縮）的條件下，可以自行調整供需。依據這種理論，政府的角色是透過中央銀行，調控在經濟體中流通的貨幣數量，除此之外，不需要干預自由市場的活動。米爾頓·佛利民基本上採納了許多亞當·斯密和其他古典經濟學家提出的個體經濟學概念並且將之現代化，比如他在1970年曾主張一個企業的社會責任是要「在自由市場的競爭下，努力利用既有資源進行可以最大化利潤的商業活動」，這一說法與亞當·斯密認為市場通過私利可以最好達成社會總利益的看法一致。
傅利曼並且主張大萧条是因為联邦储备系统的錯誤政策造成的，而非如凱恩斯所主張的是因為缺乏投資和內需。同屬芝加哥學派的小罗伯特·卢卡斯提出了理性預期理論，認為市場的蕭條是因為科技變化、而市場本身帶有不完全資訊所造成的。美國聯邦準備理事會主席本·伯南克便是支持傅利曼解釋景氣循環說法的經濟學家之一。
與奧地利經濟學派相同的是，今天大多的新古典主義經濟學家都採取了边际主义衍生的主觀的價值理論，認為經濟價值是會因人而異，也因此產品或服務不會有固有的價值存在，而是由邊際成本和邊際效益決定一個產品在市場上的價格。這同時也否定了馬克思主義所倚賴的勞動價值理論。對當代的新古典主義經濟學家來說，資本主義制度下的資本家為了投資而放棄當前的消費，並且在組織生產的過程中承擔起經濟風險，這於是成為他們之所以會獲得產品利潤的原因，也是資本主義最主要的經濟特色。

## 支持資本主義的論點

### 經濟成長和流動

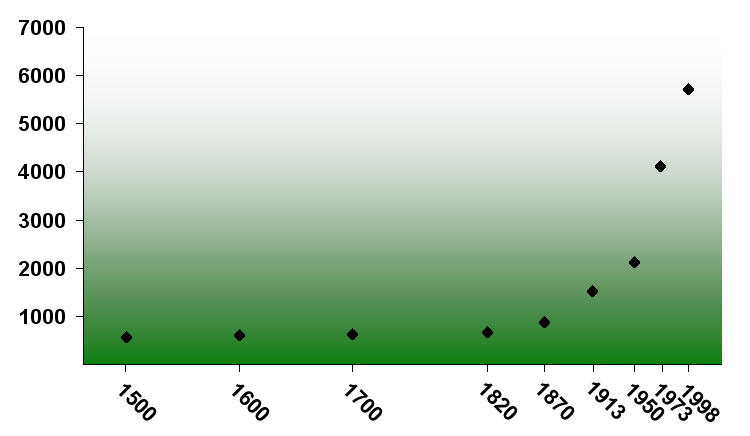
世界的人均GDP顯示了工業革命以來的爆炸性成長。

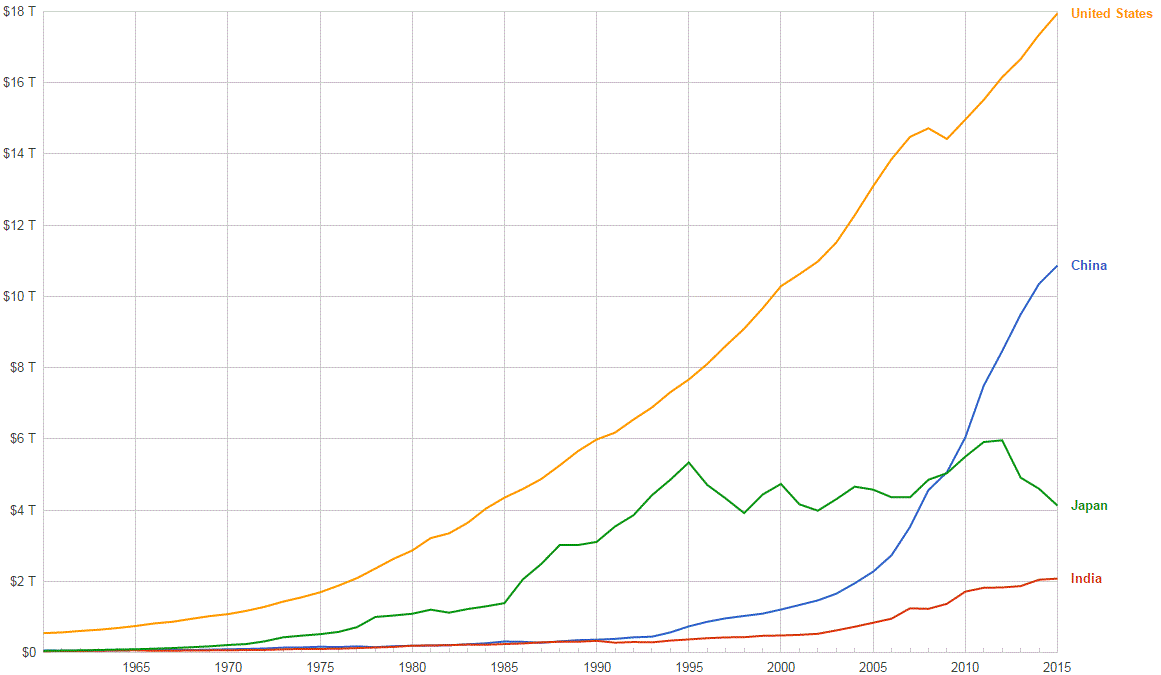
中华人民共和国的GDP成長，注意到在改革开放後的快速成長。

以貿易和財產作為核心的社會制度的主要目標之一，便是為了促進總生產能量以及連帶的生活水平提升，又稱為經濟成長。儘管對經濟成長的測量方式有所不同，測量成長的標準方法是稱為GDP的国内生产总值、產能使用率、生活水平等。亞當·斯密主張一個資本主義經濟可以藉由自由市場的生產、價格調整、和資源分配來達成最有效的生產布置，最終保持並改良他們所儲藏的资本能力。在亞當·斯密來看，經濟上的增長使得社會大眾可以進行更多更有價值的消費，這在他心目中才是「所有生產的唯一目的」。
一般認為在工业革命和現代資本經濟出現前，世界各國的國內生產總額都相當低落，成長也較為緩慢。在那之後資本主義國家的成長則非常迅速。一般也認為較高的GDP人均所得能提升生活的水準，包括滿足或改進食物、住宅、衣著、醫療、減少工作時數並使老年人得以免於勞動，這些都無法在GDP過低時達成。而在同時資本主義提供了個人更多的機會去從事新的行業或進行商業冒險，使個人有機會更快的致富。相較這種不穩定的經濟架構，封建制度和部落社會有著較穩定的財富關係。而平等主義的社會主義社會則將更多財富分配給社會利益用途，也因此減少了收入的流動性，尤其是對那些擁有資本並想以此貿易的人而言。
在西元1000-1820年之間，世界的經濟成長了6倍，與成長之人口換算，則是每人提升了50%。而在資本主義開始廣泛擴張後，於1820-1998年短短兩個世紀間世界經濟成長了50倍，換算成長之人口，便是每人提升9倍。而在這段期間，在大多數資本主義國家例如歐洲、美國、加拿大、澳洲、和紐西蘭，他們經濟體的成長換算人口的增加每個人提升了19倍，儘管這些國家都已經有比世界上其他國家更高的起始點。而在日本，若是從明治维新前的1820年開始計算，到1998年間每人則成長了31倍。
不過，經濟的成長並沒有被普遍認為是正面的，這種成長的負面影響被經濟學家稱為「成本的外部化」（參見外部性），除了別的以外，這些影響包括污染、對於傳統生活形態和文化的摧毀、疾病的散佈、為了資源或市場接觸而引發战争。並產生了下層階級。在替資本主義辯護時，自由主义的哲學家以赛亚·伯林主張這些負面問題都不是資本主義所獨有的，也不是資本主義必然產生的後果。

### 政治自由

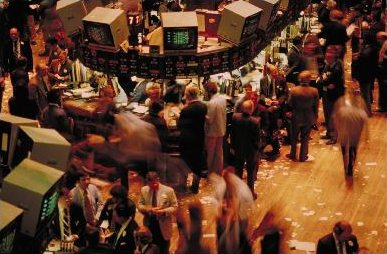
纽约证券交易所。依據自我組織的理論，看似混亂無序的市場行為，其實是經濟體自我調節的過程。

弗里德里希·哈耶克在《通往奴役之路》一書中主張經濟自由是政治自由所不可或缺的先決條件，他主張只有市場機制才能夠在沒有政治權力干涉的情況下，由個體之間自由地進行貿易和達成有效的資源分配。米爾頓·佛利民也在他的《資本主義與自由》一書中重申哈耶克的論點，認為個體在市場經濟下進行的交易是自願的行為，而這些自願行為的普及和廣泛則確保了公民社會的多元化和表達權利，於是成為抵擋政府濫權和壓迫的最基礎保障。事實上，即便支持政府干預的約翰·梅納德·凱因斯也認同這種說法，他認為資本主義是個人自由存在和發揚所不可或缺的一環。

### 自我組織
資本主義的支持者指出這樣的經濟系統能夠自行組織成為一個複雜的系統，而無需外部的指引或計畫機制。這種現象稱為「自我組織」，由奧地利經濟學派的弗里德里希·哈耶克提出，他將之稱為「自願性秩序」，並且創造了「交易經濟」（catallaxy）一詞，意思是一個出於「自發秩序」市場，沒有中央控制（政府）的機構可以阻撓個人追求其目標的決定。哈耶克主張，一個市場裡的價格代表了人們對於各種產品和服務的需求程度，而這種價格信號使得人們可以依據對他們自己私利的追求，在進行理性經濟活動的同時也使得自己因此獲利。這種制度使得企業家有動機去利用他們的知識將經濟體裡的資源進行有效的運用，並且服務消費者的需求。在這樣的秩序下，即便沒有政府官僚的控制和計畫，市場仍然能夠滿足數百上千萬人民的消費需求，並且以利潤獎勵有效率的生產者和經濟行為。

## 批評

### 效率批評

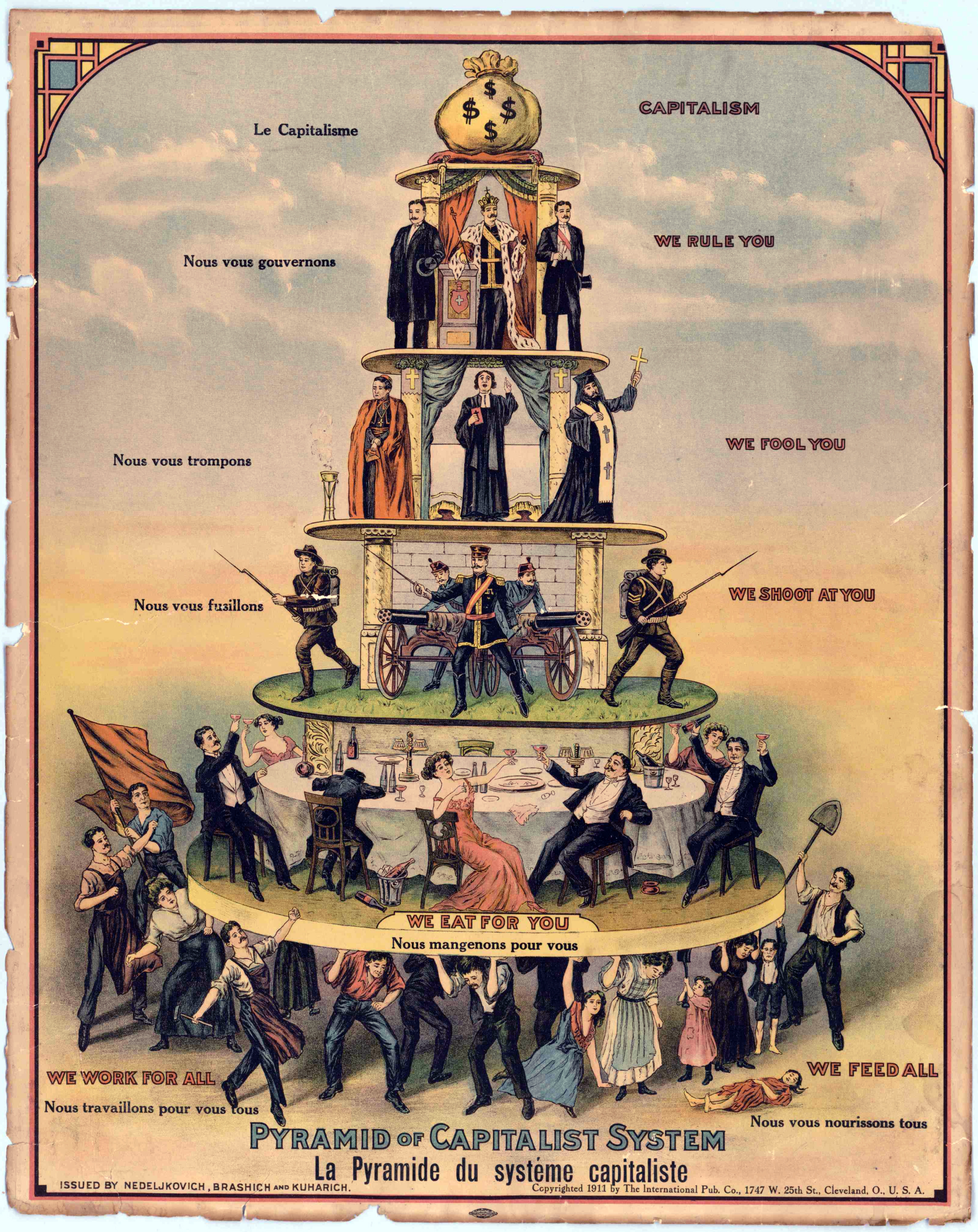
1911年的一張工會海報，主張勞動階級被資本家、軍人、教會、和國王所壓榨。

對資本主義最早的批評之一是主張私人的競爭和缺乏管制的自由市場會導致效率過度和浪費、不穩定、或環境破壞。早期的社會主義者便主張資本主義使得之前重視重複使用和節儉的舊式生活方式被資本主義下大量生產、用完即丟的消費者經濟取代，於是形成浪費。一些馬克思主義者則主張在資本主義下，資本累積的過程會導致不理性的結果以及對於資源的分配錯誤，因為主導市場經濟行為的是個體對於私利的尋求，而非針對公共利益考量所出發的。
當今主流的經濟學家都認為某種程度的市場經濟是任何經濟體所必須具備的，而廣泛的觀察研究和歷史證據都一面倒的指向同一結論－亦即社會主義下的计划經濟無論在生產效率、資源分配效能、經濟成長上都遠遠落後於資本主義經濟。而在資本主義體制下，自由市場經濟下的成長速度之快是任何其他人類歷史上存在過的經濟體制都無法比較的，對於主流經濟學界而言，辯論的問題已經不在於是否需要資本主義，而是如何解決資本主義龐大的產能所帶來的附帶問題或負面影響。

### 財富分配批評
對資本主義最常見的批評要屬於財富分配上的質疑，這種批評通常主張資本主義所生產出的大量財富被不平均的分配到某些人手中。密爾便提出市場分配收入的問題，他認為市場扮演了兩個主要的角色：資源的分配以及收入的分配，而市場在分配資源上可能是最有效的，但不一定可以最好的分配收入，於是產生社會介入的需要。而馬克思主義則提出了最廣為人知的剝削理論，主張在資本主義體制下，資產階級藉著對於資本財產的壟斷而剝削勞動階級，使得雇傭者只獲得生產利潤的一小部分。馬克思主義者並且進一步主張，自由放任的資本主義必然會隨時間腐化為國家資本主義或其他壟斷形式的經濟體制，他們認為「經濟自由」並不僅是對於私人財產的保護和自願雇傭的自由，也必須包括那些可以使人們具有相當「經濟決策自主權」的必要條件，換句話說，勞工替他人工作換取謀生所需的行為是迫於生理需求，因而屬於強迫的制度。
在新古典主義經濟學裡，對勞動雇傭的研究將勞力的買賣視為是一種自願的經濟行為，就有如麵包店販賣麵包一般，認為供給和需求仍然是決定這種買賣行為的基準。在主流經濟學家來看，勞工的勞動邊際產量（MPL）才是決定其真實工資（W/P）的最主要因素，也因此否定了從社會關係來檢視雇傭行為的方式。而馬克思主義依據勞動價值理論所提出的剝削理論，則被抱持主觀價值理論的主流經濟學家所拋棄，並且遭受了廣泛的批評。
眾多已開發的資本主義國家都有廣泛的社会福利制度存在，對於失業或貧窮人口提供基礎的生活保障，同時也有大量對於童工、最低工資、每週工時的限制。儘管支持完全自由市場的人反對其存在，光是福利國家與資本主義並存的這一事實，便證明了對於財產的重新分配，不需要以推翻或減少資本主義為前提。自由意志主義者如羅伯特·諾齊克則主張人與人之間的自願交流（亦即資本主義下的自由市場）才是最有效的重新分配財富的方式，並且認為應該透過民間的慈善和社群行動來救濟失業者和貧窮人士，而非透過強迫性的政治力量。

### 宗教批評
許多宗教對於資本主義的某些成分都抱持反對態度，傳統上犹太教、基督教和伊斯兰教都認為借錢時向他人索取利息是一種不道德的行為。許多宗教例如天主教徒批評資本主義裡追求物質主義的特質，並且批評資本主義無法照顧到所有人的福利，例如在2013年，教宗方濟各批評資本主義是一種完全以產品消費來定義人類地位的「暴政」，並且宣稱世界的金融體制和「對於金錢的崇拜」讓人民的生活困苦。

## 外部連結
- （英文）資本主義 （页面存档备份，存于） —— 經濟學簡明百科的資本主義條目
- （英文）資本主義（页面存档备份，存于） —— 大英百科的線上條目
- （英文）美國資本主義研究 （页面存档备份，存于） —— 喬治梅森大學的資本主義研究中心